# Wahlen zum Senat der Vereinigten Staaten 1806 und 1807
Die Wahlen zum Senat der Vereinigten Staaten 1806 und 1807 zum 10. Kongress der Vereinigten Staaten fanden zu verschiedenen Zeitpunkten statt. Es waren die Halbzeitwahlen (engl. midterm election) in der Mitte von Thomas Jeffersons zweiter Amtszeit. Vor der Verabschiedung des 17. Zusatzartikels wurden die Senatoren nicht direkt gewählt, sondern von den Parlamenten der Bundesstaaten bestimmt.
Noch vor der Wahl zum 10. Kongress fand in Georgia und Maryland jeweils eine Nachwahl statt. In Kentucky wurde der Amtsinhaber John Adair nicht wiedergewählt und trat daraufhin zurück, so dass für den verbleibenden Rest der Amtszeit ein Ersatz gewählt werden musste. Die drei zurückgetretenen Senatoren waren wie ihre Nachfolger Republikaner, so dass die Mehrheitsverhältnisse im Senat sich nicht änderten.
Zur Wahl zum 10. Kongress standen die 11 Sitze der Senatoren der Klasse III, die 1800 und 1801 für eine Amtszeit von sechs Jahren gewählt worden waren. Von diesen gehörten zwei der Föderalistischen Partei an, neun der Demokratisch-Republikanischen Partei (damals Republikaner). Einer der Föderalisten und fünf Republikaner wurden wiedergewählt, der zweite Föderalist wurde durch einen Republikaner ersetzt, die anderen vier Sitze konnten die Republikaner behaupten. Damit stieg die republikanische Mehrheit weiter auf 28 zu 6. Vier Nachwahlen kurz vor und kurz nach Beginn der ersten Sitzungsperiode des 10. Kongresses am 26. Oktober 1807 ergaben keine Änderung in der Stärke der Parteien.

## Ergebnisse

### Wahlen während des 9. Kongresses
Die Gewinner dieser Wahlen wurden vor dem 4. März 1806 in den Senat aufgenommen, also während des 9. Kongresses.
| Staat    | Amtierender Senator | Partei       | Nachwahl   | Datum         | Ergebnis                   | Neuer Senator |
| -------- | ------------------- | ------------ | ---------- | ------------- | -------------------------- | ------------- |
| Georgia  | James Jackson       | Republikaner | Klasse III | 19. Juni 1806 | von Republikanern gehalten | John Milledge |
| Kentucky | John Adair          | Republikaner | Klasse III | 19. Nov. 1806 | von Republikanern gehalten | Henry Clay    |
| Maryland | Robert Wright       | Republikaner | Klasse III | November 1806 | von Republikanern gehalten | Philip Reed   |

- Republikaner bezeichnet Angehörige der heute meist als Demokratisch-Republikanische Partei oder Jeffersonian Republicans bezeichneten Partei.

### Wahlen zum 10. Kongress
Die Gewinner dieser Wahlen wurden am 4. März 1807 in den Senat aufgenommen, also bei Zusammentritt des 10. Kongresses. Alle Sitze dieser Senatoren gehören zur Klasse III.
| Staat          | Amtierender Senator | Partei       | Datum             | Ergebnis                   | Neuer Senator      |
| -------------- | ------------------- | ------------ | ----------------- | -------------------------- | ------------------ |
| Connecticut    | Uriah Tracy         | Föderalist   | 1807              | wiedergewählt              | Uriah Tracy        |
| Georgia        | John Milledge       | Republikaner | 1806              | wiedergewählt              | John Milledge      |
| Kentucky       | John Adair          | Republikaner | 13. November 1806 | von Republikanern gehalten | John Pope          |
| Maryland       | Philip Reed         | Republikaner | 1806              | wiedergewählt              | Philip Reed        |
| New Hampshire  | William Plumer      | Föderalist   | 1806 oder 1807    | Zugewinn Republikaner      | Nahum Parker       |
| New York       | John Smith          | Republikaner | 3. Februar 1807   | wiedergewählt              | John Smith         |
| North Carolina | David Stone         | Republikaner | 1806              | von Republikanern gehalten | Jesse Franklin     |
| Ohio           | Thomas Worthington  | Republikaner | 1. Januar 1807    | von Republikanern gehalten | Edward Tiffin      |
| Pennsylvania   | George Logan        | Republikaner | 1806              | von Republikanern gehalten | Andrew Gregg       |
| South Carolina | John Gaillard       | Republikaner | 9. Dezember 1806  | wiedergewählt              | John Gaillard      |
| Vermont        | Stephen R. Bradley  | Republikaner | 1806              | wiedergewählt              | Stephen R. Bradley |

- Republikaner bezeichnet Angehörige der heute meist als Demokratisch-Republikanische Partei oder Jeffersonian Republicans bezeichneten Partei.
- wiedergewählt: ein gewählter Amtsinhaber wurde wiedergewählt.

### Wahlen während des 10. Kongresses
Die Gewinner dieser Wahlen wurden nach dem 4. März 1807 in den Senat aufgenommen, also während des 10. Kongresses. Dessen erste Sitzungsperiode begann am 26. Oktober, nur die Nachwahl in Georgia fand später statt.
| Staat        | Amtierender Senator   | Partei       | Nachwahl   | Datum            | Ergebnis                   | Neuer Senator           |
| ------------ | --------------------- | ------------ | ---------- | ---------------- | -------------------------- | ----------------------- |
| Connecticut  | Uriah Tracy           | Föderalist   | Klasse III | 25. Oktober 1807 | von Föderalisten gehalten  | Chauncey Goodrich       |
| Georgia      | George Jones, ernannt | Republikaner | Klasse II  | 7. November 1807 | von Republikanern gehalten | William Harris Crawford |
| Rhode Island | James Fenner          | Republikaner | Klasse II  | Oktober 1807     | von Republikanern gehalten | Elisha Mathewson        |
| Vermont      | Israel Smith          | Republikaner | Klasse I   | 10. Oktober 1807 | von Republikanern gehalten | Jonathan Robinson       |

- Republikaner bezeichnet Angehörige der heute meist als Demokratisch-Republikanische Partei oder Jeffersonian Republicans bezeichneten Partei.
- ernannt: Senator wurde vom Gouverneur als Ersatz für einen ausgeschiedenen Senator ernannt, Nachwahl nötig.

## Einzelstaaten
In allen Staaten wurden die Senatoren durch die Parlamente gewählt, wie durch die Verfassung der Vereinigten Staaten vor der Verabschiedung des 17. Zusatzartikels vorgesehen. Das Wahlverfahren bestimmten die Staaten selbst, war daher von Staat zu Staat unterschiedlich. Teilweise ergibt sich aus den Quellen nur, wer gewählt wurde, aber nicht wie.
Parteien im modernen Sinne gab es zwar nicht, aber die meisten Politiker der jungen Vereinigten Staaten lassen sich im First Party System der Föderalistischen Partei zuordnen oder der Republikanischen Partei, die zur Unterscheidung von der 1854 gegründeten Grand Old Party meist als Demokratisch-Republikanische Partei oder Jeffersonian Republicans bezeichnet wird.

### Connecticut
Der Föderalist Uriah Tracy, Senator für Connecticut seit 1796, wurde 1807 wiedergewählt. Tracy starb am 19. Juli 1807, so dass im Oktober ein Ersatzmann gewählt werden musste. Im ersten Wahlgang wurde der Föderalist Samuel W. Dana gewählt, er lehnte die Wahl jedoch ab. Dana erhielt 96 Stimmen, der Republikaner Asa Spalding 50, der Föderalist David Humphrey 8. Nachdem Dana die Wahl abgelehnt hatte, wurde bei einer neuen Wahl im zweiten Wahlgang Chauncey Goodrich gewählt.

### Georgia
Der Republikaner James Jackson, Senator für Georgia von 1793 bis 1795 sowie seit 1801, starb am 19. März 1806. Zu seinem Nachfolger wurde am 19. Juni der Republikaner John Milledge gewählt. Er erhielt 41 Stimmen, 24 Stimmen gingen an Barnot, 13 an Telfair. Die Quelle verzeichnet beide nur mit Nachnamen, bei Telfair könnte es sich um Edward Telfair, seinen Sohn Thomas Telfair oder einen Verwandten handeln. Thomas Telfair hätte allerdings die Altersgrenze von 30 Jahren noch nicht erreicht gehabt. John Milledge wurde später im Jahr für die anschließende Amtszeit wiedergewählt.
Der Republikaner Abraham Baldwin, Klasse-II-Senator seit 1799, starb am 4. März 1807. Im August wurde George Jones zu seinem Nachfolger ernannt. In der am 7. November erfolgenden Wahl unterlag dieser William Harris Crawford. Crawford erhielt 59 Stimmen in der gemeinsamen Sitzung beider Parlamentshäuser, Jones erhielt 27 Stimmen. Beide gehörten ebenfalls der Republikanischen Partei an.

### Kentucky
Der Republikaner John Adair, Senator für Kentucky seit 1805, war in die sogenannte „Burr-Verschwörung“ verwickelt, was ihn vermutlich die Wiederwahl kostete. In der Wahl am 13. November 1806 erhielt er nur 37 Stimmen, sein Gegenkandidat John Pope wurde mit 45 Stimmen im vierten Wahlgang gewählt. In den ersten drei Wahlgängen waren 15 bzw. 14 Stimmen an Samuel Hopkins gegangen, wie Adair und Pope Republikaner.
John Adair trat nach seiner Niederlage sofort zurück, so dass ein Ersatz für die verbleibenden drei Monate gebraucht wurde. Am 19. November 1806 wählte das Parlament den Republikaner Henry Clay, der mit 29 eigentlich zu jung war, um Senator zu sein. Clay kandidierte später dreimal vergeblich für die Präsidentschaft. Clay erhielt 58 Stimmen, George M. Bibb erhielt 10, eine Stimme ging an John Pope.

### Maryland
Der Republikaner Robert Wright, Senator für Maryland seit 1801, trat am 12. November 1806 zurück, nachdem er zum Gouverneur des Staates gewählt worden war. Zu seinem Nachfolger wurde noch im November Philip Reed gewählt, ebenfalls ein Republikaner. Reed erhielt 47 Stimmen, sein föderalistischer Gegenkandidat William Hayward erhielt 33 Stimmen. Später im Jahr wurde Philip Reed für eine volle Amtszeit von sechs Jahren wiedergewählt.

### New Hampshire
Der Föderalist William Plumer, Senator für New Hampshire seit 1802, verzichtete auf eine Kandidatur zur Wiederwahl. Zu seinem Nachfolger wurde der Republikaner Nahum Parker gewählt.

### New York
Der Republikaner John Smith, Senator für New York seit 1804, wurde am 3. Februar 1807 wiedergewählt. Er erhielt 82 Stimmen in der Assembly und 30 Stimmen im Senat, der föderalistische Kandidat John Jay, einer der Gründerväter der Vereinigten Staaten und erster Chief Justice of the United States, erhielt 14 Stimmen in der Assembly.

### North Carolina
Der Republikaner David Stone, Senator für North Carolina seit 1801, erhielt nur im ersten Wahlgang einige Stimmen und trat am 17. Februar 1807 kurz vor Ende der Legislaturperiode zurück. Zu seinem Nachfolger wurde der Republikaner Jesse Franklin gewählt. Dieser hatte ab dem ersten Wahlgang die meisten Stimmen erhalten, aber zunächst keine absolute Mehrheit, da sich die Stimmen auf bis zu sieben Kandidaten verteilten. Weitere Kandidaten waren Thomas Blount, der sein Ergebnis von 41 Stimmen im ersten bis auf 56 Stimmen im siebten Wahlgang verbessern konnte, Benjamin Smith, späterer Gouverneur des Staates, der sein bestens Ergebnis mit 55 Stimmen im dritten Wahlgang hatte, sowie Thomas Davis, John M. Binford, Little, Capoe und Cass. Im entscheidenden siebten Wahlgang kam Jesse Franklin auf 102 Stimmen, Thomas Blount auf 56, zwei weitere Kandidaten auf zehn, eine Stimme war eine Enthaltung.

### Ohio
Der Republikaner Thomas Worthington, Senator für Ohio seit 1803, trat nicht zur Wiederwahl an. Zu seinem Nachfolger wurde Edward Tiffin gewählt, der erste Gouverneur des Staates. In der Wahl am 1. Januar erhielt er 25 Stimmen, zwei Stimmen erhielt Return J. Meigs, wie Tiffin Republikaner, zwölf Stimmen erhielt der Föderalisten Philemon Beecher, zwei Stimmen gingen an John Bigger, einen Staatssenator. Jeweils eine Stimme erhielten Tom Kinkey und Tom Tuff, von beiden wird vermutet, dass es fiktive Personen waren, die Stimmen also eigentlich Enthaltungen waren.

### Pennsylvania
Der Republikaner George Logan, Senator für Pennsylvania seit 1801, lehnte eine Kandidatur zur Wiederwahl ab. Am 9. Dezember 1806 konnte sich das Parlament in drei Wahlgängen nicht auf einen Nachfolger einigen. Der Constitutionalist Andrew Gregg und der Demokrat John Steele, früherer Staatssenator, erhielten jeweils 54 Stimmen. Sowohl die Constitutionalists als auch die Demokraten waren Faktionen der Republikaner, wobei erstere mit den Föderalisten zusammenarbeiteten. An sich hatten die Demokraten eine schmale Mehrheit im Parlament, aber zwei Demokraten, sein Schwager und sein Nachbar, stimmten aus persönlichen Gründen für Gregg. Allerdings fehlten zwei Abgeordnete der Constitutionalists. Als das Parlament eine Woche später wieder zusammentrat, waren Greggs Schwager und Nachbar allerdings überredet worden, einer Vertagung bis Januar zuzustimmen, die dadurch mit 56 zu 54 Stimmen angenommen wurde. Für den vierten Wahlgang am 13. Januar 1807 nominierten die Demokraten in der Hoffnung, einige Stimmen der Constitutionalists zu erhalten, den Abgeordneten im Repräsentantenhaus von Pennsylvania Nathaniel Boileau (1763–1850). Boileau erhielt 40 Stimmen, Steele 14, darunter die von Boileau. Sieger war mit 55 Stimmen Andrew Gregg, der davon profitierte, dass zwei Abgeordnete wegen Krankheit fehlten.

### Rhode Island
Der Republikaner James Fenner, Klasse-II-Senator für Rhode Island seit 1805, trat im September 1807 zurück, um das Amt des Gouverneurs des Staates anzutreten. Im Oktober 1807 wurde der Republikaner Elisha Mathewson zu seinem Nachfolger gewählt. Er erhielt 57 Stimmen, der Republikaner und spätere Botschafter Jonathan Russell erhielt 18 Stimmen, der Föderalist James Burrill zwei.

### South Carolina
Der Republikaner John Gaillard, Senator für South Carolina seit 1804, wurde am 9. Dezember 1806 wiedergewählt. Im zweiten Wahlgang erhielt er 75 Stimmen, 64 Stimmen gingen an Samuel Farrow.

### Vermont
Der Republikaner Stephen R. Bradley, einer der beiden ersten Senatoren für Vermont von 1791 bis 1795 und wieder seit 1801, wurde im Oktober 1806 wiedergewählt. Von 180 Abgeordneten stimmten 120 für ihn, nur 25 gegen ihn. Der Republikaner Israel Smith, Klasse-I-Senator seit 1803, trat am 1. Oktober 1807 zurück, da er zum Gouverneur gewählt worden war. Zu seinem Nachfolger für den Rest der Amtszeit wurde Jonathan Robinson gewählt.